# 陽德
陽德（1672年—1674年十月），是大越国后黎朝嘉宗黎维禬的第一个年号，共计3年。鄭主兼大元帥總國政為弘祖西定王鄭柞。

## 纪年
| 陽德 | 元年   | 2年    | 3年    |
| 公历 | 1672年 | 1673年 | 1674年 |
| 干支 | 壬子   | 癸丑   | 甲寅   |